# Cistella coarctata
Cistella coarctata är en svampart som först beskrevs av Ellis & Everh., och fick sitt nu gällande namn av Dennis 1963. Cistella coarctata ingår i släktet Cistella och familjen Hyaloscyphaceae.   Inga underarter finns listade i Catalogue of Life.